# أحمد الرسموكي
أحمد الرسموكي هو رجل دين وشاعر من سوس في المغرب الأقصى.

## نسبه
أحمد الرسموكي هو أحمد بن محمد بن يعزى بن عبد السميح الرسموكي.

## حياته
ولد علي الرسموكي في سوس وتوفي في 1080 هـ. وقال عنه المختار السوسي
الأسرة التغاتينية التالدة المجد العلمي، وهو علامة أديب شاعر بليغ فخور مهاجم على الأقران بقوافيه، نقّادةٌ نوازلي من مفاخر عصره، وممن يستقدم لتزدان المحافل بعلمه، توفي سنة 1080هـ، له أرجوزة شهيرة مزج فيها العربية والأمازيغية

## مؤلفاته
قام علي الرسموكي بتأليف كتب في الفقه. كما له أشعار من أبرزها الأرجوزة العربية الأمازيغية وتتألف من 149 بيتا مكتوبة بالعربية وتشلحيت. بعض الأبيات من الأرجوزة:
بسم الإله في الكلام إيزوار (سبق)
وهو على عون العبد إيزضار (قادر)
وهو الذي له توليغتين (الأمداح)
وهو المجير عبده من تومريتين (المحن والمصائب)
وبعده على النبي تازاليت (الصلاة)

أعظم بها أجرا ولو تاموليت (مرة واحدة)